# Petr Kopta

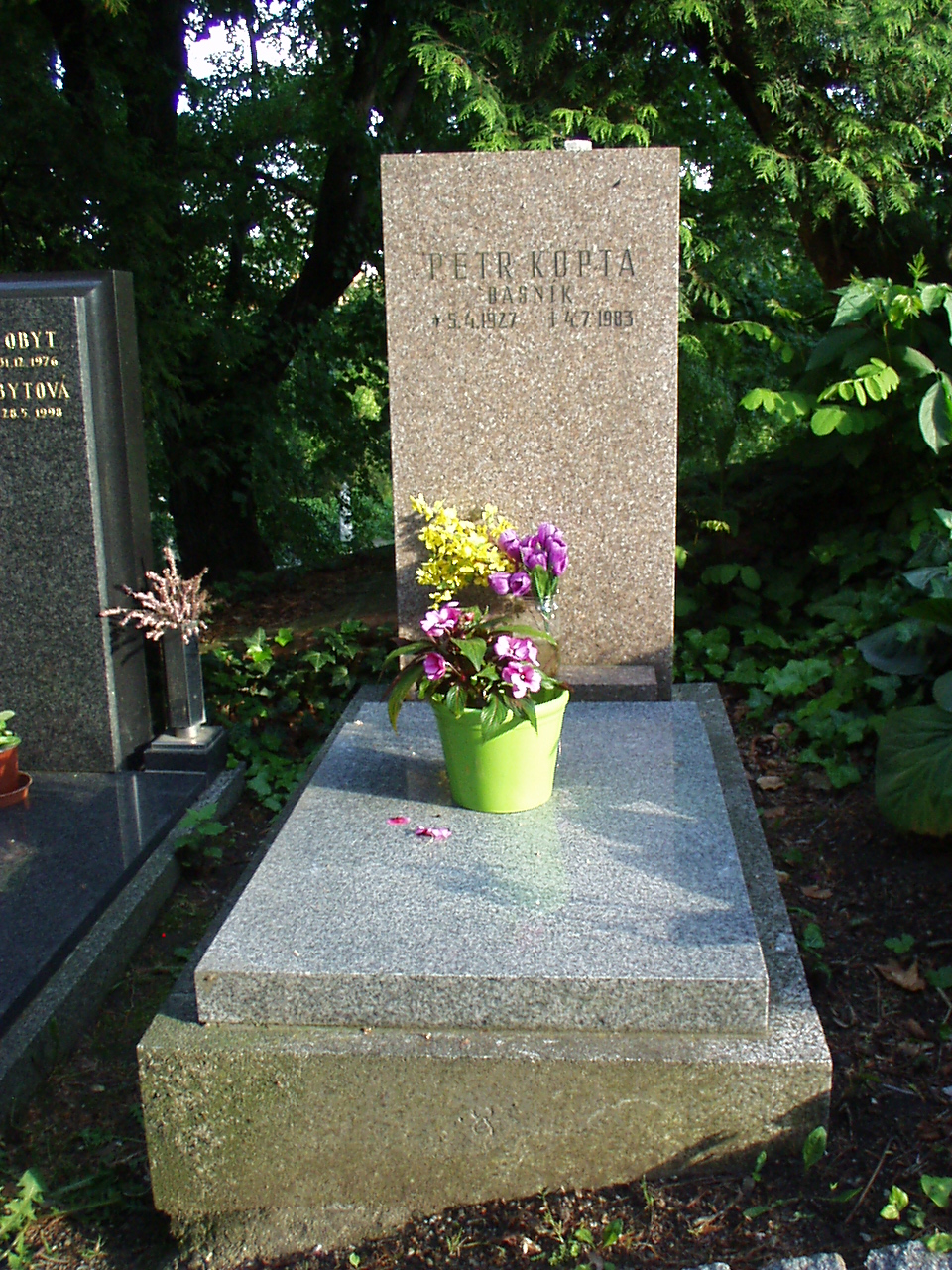
Hrob na Šáreckém hřbitově

Petr Kopta (5. dubna 1927 Praha – 4. července 1983) byl český básník, překladatel, textař a signatář Charty 77.

## Životopis
Petr Kopta se narodil 5. dubna 1927 v rodině spisovatele a legionáře Josefa Kopty. Jeho bratr byl známý český textař Pavel Kopta. Petr Kopta byl prvním manželem Jany Seifertové, dcery básníka Jaroslava Seiferta. 
V roce 1949 byl po prověrkách vyloučen z Filozofické fakulty UK a v roce 1951 zatčen a odsouzen na šest let odnětí svobody za pokus o opuštění republiky. Po propuštění (propuštěn po 14 měsících) se živil jako obsluha čerpadla u podniku Stavební geologie. V roce 1977 podepsal Chartu 77.
Zemřel 4. července 1983, je pochován na Šáreckém hřbitově v Praze.

## Poezie

### Vlastní tvorba
Koptova básnická tvorba se rozděluje na několik tvůrčích období, která byla ovlivněna buď jeho vlastním životem či děním kolem něj. Tvorba z konce 40. a 50. let byla ovlivněna jeho pobytem ve vězení (tzv. poezie vězeňská).
Koncem 60. let napsal palachovský cyklus odrážející dobu po okupaci Československa vojsky varšavské smlouvy a demonstrativní sebeupálení Jana Palacha.
Po podpisu Charty 77 píše satirické a angažované básně. Jeho tvorba vyšla knižně až v roce 2001.

### Překlady
Jako překladatel se věnoval přebásňování poezie francouzských básníků V. Huga, G. Apollinaira, P. Verlaina, A. de Musseta a dalších.

### Tvorba
- Srdce ve mně sténá (1970, nakl. Odeon) – spolupráce na překladu milostné poezie[6]
- Cyrano – spolupráce na překladu[7]
- Už svítá – text k šansonu Petra Hapky (zpěv Karel Černoch)[8]
- Levný nájem – řetězy zdarma (2001, nakl. Torst.) – vlastní poezie[9]